# 国家能源投资集团
国家能源投资集团有限责任公司，简称国家能源集团，是中国一家以煤炭开采与销售、发电与热力生产为主业，涵盖港口、铁路、航运、煤化工、金融、新能源与装备制造等周边行业的大型中央企业。

## 简介
2017年8月28日，国务院国资委宣布，中国国电集团公司与神华集团有限责任公司合并重组为国家能源投资集团有限责任公司。

## 历任领导
| 董事长 - 乔保平（2017年11月—2019年3月） - 王祥喜（2019年3月—2022年7月） - 刘国跃（2022年9月—2025年2月） - 鄒磊（2025年2月—） 总会计师 - 陈斌（2017年11月—2019年12月） - 蔡安辉（2019年12月—2022年3月） - 冯来法（2022年7月—） | 总经理 - 凌文（2017年11月—2019年5月） - 刘国跃（2019年11月—2022年9月） 副总经理 - 李东（2017年11月—2020年3月） - 高嵩（2017年11月—2021年7月） - 米树华（2017年11月—2020年9月） - 王金力（2017年11月—2019年） - 王树民（2017年11月—2023年4月） - 杨鹏（2020年12月—） - 冯树臣（2021年1月—） - 徐新福（2023年5月—） - 傅振邦（2023年6月—） | 党组书记 - 乔保平（2017年11月—2019年3月） - 王祥喜（2019年3月—2022年7月） - 刘国跃（2022年9月—） 党组副书记 - 凌文（2017年11月—2019年5月） - 韩建国（2017年11月—2018年5月） - 张国厚（2017年11月—2020年9月） - 刘国跃（2019年11月—2022年9月） - 王敏（2020年12月—） 党组纪检组组长 - 卞宝驰（2017年11月—） |

## 公司历史

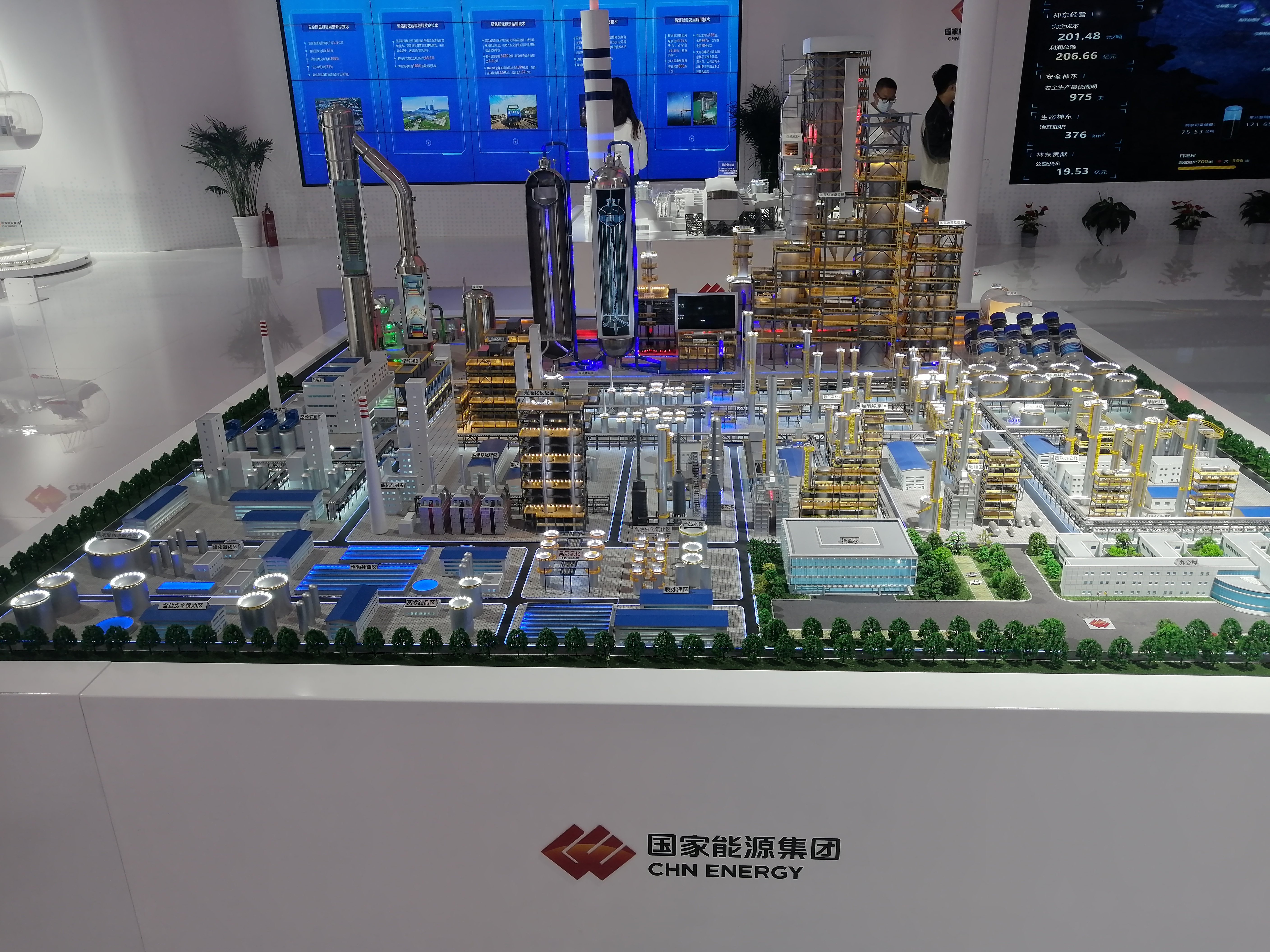
2021中关村论坛中的國家能源投資集團

### 2020-2030
2023年8月2日，国家能源投资集团原党组成员、副总经理李东，因违规吃喝、旅游、打高尔夫球，收受礼金，徇私提拔干部，坐拥非上市公司股份，退休后还在民营企业任职取酬，李东随后被中共中央开除党籍，取消待遇，收缴违法所得，移送检察机关依法审查起诉。

## 外部連結
- ceic.com（页面存档备份，存于）